# A Baixa Limia
A Baixa Limia és una comarca de Galícia situada al sud de la província d'Ourense. Limita amb les comarques de Terra de Celanova al nord i amb A Limia a l'est, i amb els districtes portuguesos de Viana do Castelo a l'oest i amb el de Braga al sud. Rep el seu nom del riu Limia.

## Municipis
En formen part els municipis de:
- Bande
- Entrimo
- Lobeira
- Lobios
- Muíños

## Evolució demogràfica
| Any      | 1857   | 1860   | 1877   | 1887   | 1900   | 1910   | 1920   | 1930   |
| -------- | ------ | ------ | ------ | ------ | ------ | ------ | ------ | ------ |
| Població | 19.742 | 19.905 | 19.772 | 20.392 | 20.930 | 21.703 | 21.232 | 21.462 |

| Any      | 1940   | 1950   | 1960   | 1970   | 1981   | 1991   | 2000   | 2009  |
| -------- | ------ | ------ | ------ | ------ | ------ | ------ | ------ | ----- |
| Població | 22.986 | 22.183 | 20.204 | 17.822 | 16.906 | 11.001 | 10.095 | 8.579 |

Font: INE